# L'Islet (Bas-Canada)
Pour les articles homonymes, voir L'Islet.
L'Islet (désigné Devon jusqu'en 1829) est un district électoral de la Chambre d'assemblée du Bas-Canada ayant existé de 1792 à 1838.

## Histoire
Son territoire correspond à la rive sud du fleuve Saint-Laurent de Montmagny à Saint-Roch-des-Aulnaies. L'Islet est l'un des 27 districts électoraux instaurés lors de la création du Bas-Canada par l'Acte constitutionnel de 1791. Il s'agit d'un district représenté conjointement par deux députés, parfois d’allégeance différente. En 1829, le district de Devon est francisé L'Islet. Il est suspendu de 1838 à 1841 en raison de la Rébellion des Patriotes. À partir de 1841, le district est conservé au sein du Parlement de la province du Canada.

## Liste des députés

### Siègeno1
| Années | Années      | Député                            | Parti       |
| ------ | ----------- | --------------------------------- | ----------- |
|        | 1792 - 1796 | François Dambourgès               | Bureaucrate |
|        | 1796 - 1800 | Nicolas Dorion                    | Canadien    |
|        | 1800 - 1804 | Jean-Bernard Pelletier            | Canadien    |
|        | 1804 - 1808 | Jean-Baptiste Fortin              | Canadien    |
|        | 1808 - 1809 | Jean-Baptiste Fortin              | Canadien    |
|        | 1809 - 1810 | Jean-Baptiste Fortin              | Canadien    |
|        | 1810 - 1814 | Jean-Baptiste Fortin              | Canadien    |
|        | 1814 - 1816 | Joseph-François Couillard-Després | Indépendant |
|        | 1816 - 1820 | Joseph-François Couillard-Després | Indépendant |
|        | 1820 - 1820 | Jean-Baptiste Fortin              | Canadien    |
|        | 1820 - 1824 | Jean-Baptiste Fortin              | Canadien    |
|        | 1824 - 1827 | Jean-Baptiste Fortin              | Canadien    |
|        | 1827 - 1830 | Jean-Baptiste Fortin              | Patriote    |
|        | 1830 - 1834 | Jean-Baptiste Fortin              | Patriote    |
|        | 1834 - 1838 | Jean-Baptiste Fortin              | Patriote    |

### Siègeno2
| Années | Années      | Député                            | Parti       |
| ------ | ----------- | --------------------------------- | ----------- |
|        | 1792 - 1796 | James Tod                         | Bureaucrate |
|        | 1796 - 1800 | François Bernier                  | Canadien    |
|        | 1800 - 1804 | François Bernier                  | Canadien    |
|        | 1804 - 1808 | François Bernier                  | Canadien    |
|        | 1808 - 1809 | François Bernier                  | Canadien    |
|        | 1809 - 1810 | François Bernier                  | Canadien    |
|        | 1810 - 1814 | François Bernier                  | Canadien    |
|        | 1814 - 1816 | François Fournier                 | Indépendant |
|        | 1816 - 1820 | François Fournier                 | Indépendant |
|        | 1820 - 1820 | François Fournier                 | Indépendant |
|        | 1820 - 1824 | François Fournier                 | Indépendant |
|        | 1824 - 1827 | Joseph-François Couillard-Després | Indépendant |
|        | 1827 - 1830 | Jean-Charles Létourneau           | Patriote    |
|        | 1830 - 1834 | Jean-Charles Létourneau           | Patriote    |
|        | 1834 - 1838 | Jean-Charles Létourneau           | Patriote    |